# Charles F. Van Loan
Charles Francis Van Loan (né le 20 septembre 1947) est professeur émérite d'informatique et professeur d'ingénierie Joseph C. Ford à l'Université Cornell. Il est connu pour son expertise en analyse numérique, en particulier en calculs matriciels. En 2016, Van Loan devient doyen de la faculté de l'Université Cornell.

## Biographie
Originaire d'Orange, New Jersey, Van Loan fréquente l'Université du Michigan, où il obtient un BS en mathématiques appliquées (1969) et une maîtrise (1970) et un doctorat (1973) en mathématiques. Sa thèse de doctorat s'intitule « Generalized Singular Values with Algorithms and Applications » sous la direction de Cleve Moler. Après un postdoctorat à l'Université de Manchester, il rejoint le Département d'informatique de l'Université Cornell en 1975 et est directeur du département de 1999 à 2006.
Au cours de l'année universitaire 1988-1989, Van Loan enseigne à l'Université d'Oxford pendant son congé sabbatique.
Van Loan dirige le programme d'études supérieures en informatique de 1982 à 1987 à Cornell et est directeur des études de premier cycle de 1994 à 1998 et de 1999 à 2003. Il obtient la chaire Ford en 1998. Il est président de juillet 1999 à juin 2006.
Au printemps 2016, Van Loan prend sa retraite du département d'informatique et est promu doyen de la faculté, en remplacement de Joseph Burns. Van Loan est le premier professeur émérite à occuper le poste de doyen de la faculté.
Van Loan remporte le Robert Paul Advising Award en 1998 et le James and Martha D. McCormick Advising Award en 2003. Il remporte aussi le Merrill Scholar Faculty Impact Award en 1998 et 2009 et le James and Mary Tien Teaching Award, College of Engineering en 2009.
En 2018, il reçoit le prix John von Neumann Lecture de la Society for Industrial and Applied Mathematics.